# 美女们的唠叨
《美女们的唠叨》（韓語：미녀들의 수다）是韓國KBS電視台播出的一部綜藝節目，原为每周日上午播出，现改为每周一晚播出。它是以外国美女等在韩国生活的经历，对韩国文化的了解，以问答形式进行的脱口秀节目。

## 成员介绍

### 亚洲

#### 韓国
- 张佐绪里（通名：武田佐绪里）：在日韩国人3世、韩国名：张恩珠（장은주）

#### 日本
- 佐川纯子
- 秋叶里枝：藝名杉本 瞳、日本大学（現在休学中）
- 藤田小百合：演员小桥惠中学时代好友。
- 浅田绘美：广岛修道大学毕业, 硕士学位取得后回国就业。
- 梅村和子：原搞笑艺人。
- 常盘富沙子

#### 中国
- 尚芳：满族
- 孙瑶
- 蔡丽娜：父母是朝鲜族
- 张珊珊：已入韩国籍。
- 殷冬灵
- 宗雪
- 宋爽
- 郑爽
- 庞莎莎

#### 香港
- 顾家嘉,Maxine Koo Ga-ga：康奈尔大学毕业。

#### 台湾
- 许怡龄 祖母是日本人
- 陈彦雯

#### 蒙古
- 切薇格梅德（Narmandakh Tsevegmed,俄文字母：Нармандах Цэвэгмэд）
- 佐尔扎娅（Turbat Zolzaya,俄文字母：Төрбат Золзаяа）
- 铁木兰（Jargalsaihan Temuulen,俄文字母：Жаргалсайхан Тэмуулэн）

#### 越南
- 阮氏秋香（Nguyễn Thị Thu Hương）
- 武氏香（Vũ Thị Hương）
- 河黃海燕（Ha Hwang Haiyen / hà hoàng hải yên）：已入韩国籍。
- 阮 홍 하잉（Nguyễn Hồng Hạnh）

#### 新加坡
- 维维安·何（Vivian Ho）
- 샨텔 탠(Chantelle Tan)

#### 马来西亚
- 索菲亚-利萨（Sophia Ridza,爪夷文：سوفيا ريدز）
- 포 케인(Poh Kay Inn) ：징 치에 포의 여동생.

#### 印度尼西亚
- 阿曼达-卡希姆（Amanda Kasim）：韩国演员申贤俊的侄女。

#### 泰国
- 佩特拉达-萨提特查莱莱（Sathitchalalai Petlada,泰文：สถิตชลาลัย เพชรลดา）
- 查诺南-苏利亚蒙克尔（Suriyamonkhol Chanoknun,泰文：สุริยมงคล ชนกนันท์）
- 他查邦-瓦加萨特（Wajasath Tachaporn,泰文：วาจาสัตย์ ธัชพร）

#### 印度
- 莫尼卡-萨马尔（Monica Samal）：已回国（結婚）

#### 尼泊尔
- 布纳木-纽帕尼（Punam Neupane,尼泊尔文字：पूनम न्यौपाने）

#### 阿塞拜疆
- 蒂娜-雷贝德瓦（Dina Lebedeva,俄文字母：Дина Лебедева）

#### 哈薩克斯坦
- 叶莲娜特若耶格拉佐瓦（Yelena Troyeglazova,俄文字母：Елена Троеглазова）：回国后结婚。
- 娜塔莎-克斯提纳（Natasha Kostina,俄文字母：Наташа Костина）

#### 乌兹别克斯坦
- 扎蜜拉-阿卜杜雷瓦（Djamilya Abdullaeva,（俄文字母：Джамиля Абдуллаева）：母亲是俄罗斯人
- 古扎尔-图尔斯诺瓦（Guzal Tursunova,俄文字母：Гузал Турвснова）

#### 吉尔吉斯斯坦
- 安娜-舒雷波瓦（Anna Shulepova,俄文字母：Анна Шулепова）

#### 格鲁吉亚
- 塔提阿-马纳加杰（Tatia Managadze,グルジア語：თათია მანაგაძე）

#### 土耳其
- 阿切利亚-亚布兹（Açelya Yavuz）：母亲是韩国人
- 埃斯利-萨利佩克（Aslı Sarıipek）

#### 约旦
- 诺芙-阿尔穆夫了勒（Nouf Al-Mufleh,阿拉伯語：نوف المفلح）

### 非洲

#### 突尼西亞
- 萨米拉-卡德拉威（Samira Khadhraoui）

#### 喀麦隆
- 克里斯塔-卡姆格-杨（Christa Kamga-Yeun）：母亲是德国人

#### 加蓬
- 艾力达-穆萨布（Alida Moussavou）

#### 南非共和国
- 布朗宁-马伦（Bronwyn Margaret Mullen）

#### 埃及
- 萨马拉-阿布德尔-阿基兹（Samar Abdel-Aziz，阿拉伯語：سمر عبد العزيز）

#### 埃塞俄比亚
- 梅萨-艾什图（Meaza Eshetu）：大学教授

#### 肯尼亚
- 尤芙拉希亚-恩定达（Euphracia Ndinda）

### 欧洲

#### 意大利
- 克里斯蒂娜-孔法洛涅里（Cristina Confalonieri）：2007年12月1日结婚。

#### 西班牙
- 阿尔芭-夫尔克特（Alba Cunill Fulquet）： 加泰罗尼亚州出生.

#### 法国
- 阿奈斯-瑞利安（Anaïs Julienne）：祖母是挪威人
- 伊莎贝尔-马卡利（Isabelle Maccari）： 意大利系
- 玛丽安妮-巴斯克特（Marie-Anne Pasquet）
- 爱丽丝-圣巴泰勒米 （Alice Barthélemy）

#### 英国
- 伊丽莎白-布拉迪（Elizabath Brady）
- 爱娃·幸子·博比埃尔（Eva Sachiko Popiel）：波蘭裔、母亲是日本人、東京生（日本名：幸子）
- 罗拉-皮尔金顿（Laura Pilkington）：母亲是韩国人
- 安娜贝尔-阿姆布若斯（Annabelle Ambrose）： 加拿大，溫哥華出生。

#### 德国
- 丹妮拉-舒里克（Daniela Schulic）
- 娜丽-谢尔夫令（Na-Rhee Scherfling）：母亲是在德韩国人
- 莉莉安-贝伦特（Lilian Behrendt）：母亲是在德韩国人
- 米尔娅-马雷兹基（Mirja Maletzki）
- 维拉-霍莱特（Vera Natalie Hohleiter）：原记者。

#### 奥地利
- 贝尔纳蒂忒-夫莱善德尔（Bernadette Fleischanderl）：已回国（就职）

#### 芬兰
- 塔露-萨尔米宁（Taru Salminen）

#### 荷兰
- 阿妮亚-瓦希拉（Anńa Maria Wasiela）

#### 捷克
- 芙拉多娃-马扎纳（Vladislava Mazana）

#### 瑞典
- 皮纳尔-塞内尔（Pınar Şener）：父母是土耳其人

#### 俄罗斯
- 拉・丽莎（La Risa,俄文字母：Ла Риса）：已入韩国籍。
- 尤利娅-科尔亚达（Yuliya Kolyada,俄文字母：Юлия Kоледа）
- 伊达-卡尔皮什（Ida Karpysh,俄文字母：Ида Кaрпыш）
- 叶卡捷琳娜-波波瓦（Ekaterina Popova,俄文字母：Екатерина Попова）
- 伊娜-马斯罗瓦（Inna Maslova,俄文字母：Інна Маслова）：2008年4月12日结婚。
- 达莉亚-巴斯基纳（Daria Baskina,俄文字母：Дарья Баскина）
- 瓦列莉亚-巴甫洛瓦（Valeria Pavlova,俄文字母：Валерия Пáвлова）：参加节目旁听后成为正式成员。
- 玛莉亚-明基纳（Maria Minkina,俄文字母：Мария Минкина）

#### 乌克兰
- 伊利莎贝塔-威拉罗瓦（Elyzaveta Vialova,俄文字母：Елизавета Виалова）
- 玛利亚-奇杰夫斯卡（Mariya Chyzhevska,俄文字母：Мария Чижевска）
- 伊凡娜-霍德耶瓦（Ivanna Khodyeyeva,俄文字母：Иванна Ходеева）

### 北美洲

#### 加拿大
- 多米尼克-诺埃尔（Dominique Noël-魁北克省）
- 路贝塔-邓福德（Lu-vada Dunford-溫哥華）：成员的领导、被称为路班长
- 达拉-麦肯齐（Dara McKenzie-溫哥華）
- 阿丽西娅-威基兹（Alecia Widgiz-埃蒙頓）
- 珍妮佛-麦肯（Jennifer McCann新斯科舍的哈利法克斯市）
- 杰妮丝-德容（Janiece Patricia de Jong-安大略省倫敦）： 荷兰裔

#### 美国
- 莱丝莉-本菲尔德（Leslie Benfield-馬里蘭州）
- 克拉拉-哈茨拉（Clara Hutzler）
- 简-特纳（Jane Turner-洛杉機）
- 温特-雷蒙德（Winter Lynn Raymond-波士顿）
- 艾莉卡-希威尔（Erika Sewell-新澤西州）
- 比安卡-莫布里（Bianca Mobley-纽约州）：母亲是韩国人, 纽约第一位韩国人女警察。
- 玛格丽特-霍肯（Margaret Hogan-纽约州）
- 杰希卡-阿布利格（Jessica Abrigo-纽约州）
- 维多利亚-艾森史坦（Victoria Eisenstein-芝加哥）： 德国裔、康奈尔大学毕业。

#### 墨西哥
- 劳拉-克鲁斯（Laura Cruz）

### 南美洲

#### 巴西
- 吉赛儿-施华（Gisele Luna Araujo E Silva）
- 弗朗西妮-达施华（Francini Louizi da Silva）

#### 哥伦比亚
- 坦缇亚娜-戈叶兹（Tantiana Goyez）
- 玛格丽塔-马丁内斯 （Margarita Araujo Martinez）：异卵双胞胎中的姐姐
- 安洁拉-马丁内斯 （Angela Araujo Martinez）：异卵双胞胎中的妹妹
- 娜塔莉亚-桑切斯（Natalia Sanchez）

#### 厄瓜多尔
- 迪亚娜-权（Diana Kwon）：父亲是韓国裔（韓国名：权多姬 권다희）

#### 巴拉圭
- 阿比盖儿-阿尔德雷特（Abigail Alderete）

### 大洋洲

#### 澳大利亚
- 克丝蒂-雷诺斯（Kirsty Eliza Reynolds）：2008年2月23日結婚、与夫（韩国人）一同回国。
- 爱莉逊-海哈姆（Alison Higham）

#### 新西兰
- 凯瑟琳-贝利（Catherine Dewar Baillie）： 赞比亚出生。
- 宝琳娜-利比纳（Paulina Lipina）
- 海伦-卡韦（Helen Cave）

#### 关岛
- 吉尼-艾沃曼（Jeannie Aevermann）： 德国裔、母亲是韓国人,2007年关岛旅游小姐

## （特集）出演美男们的唠叨的成员

### 2007年中秋

#### 中国
- 韩庚：赫哲族, Super Junior的成员。

#### 中華民國
- 郭鑫

#### 日本
- 徐 正树（日本名：井上 正树）：在日韩国人 3世
- 吉村 健一

#### 马来西亚
- Jing-Chieh Poh

#### 印度
- Pankaj Agarwal-2008年春节特集再次出演。

#### 伊朗
- Amir Eftekhari

#### 土耳其
- Said Enes Kaya
- Fatih Puskullu

#### 乌克兰
- Evgeni Pokotilov（俄文字母：Eвгени Покотилов）

#### 奥地利
- Manuel Bogard

#### 德国
- Boris Lenner- 2008年春节特集再次出演。

#### 法国
- Pierre Deporte：已入韩国籍。

#### 意大利
- Marco Ienna

#### 美国
- Leonard McCormick（休斯顿）- 2008年春节特集再次出演。

#### 加拿大
- Julien Kang-2008年春节特集再次出演。：デニス・カーン（総合格闘家）之弟。

### 2008年春节
：中秋特集出演者除外
- 日本：鈴木 ゆうき
- 中国：張亮
- 尼泊爾：Kisan Koirala
- 伊朗：Ali Jamaly
- 英國
  - Christian Ruthledge
  - Themba Liptrot
- 法國
  - Matthieu Deprez
  - Christophe Luggi
- 阿尔及利亚：Ali Hadeed
- 美国：Ronald Lubosco（佛罗里达州）
- 加拿大：Michael Anderson
- 新西兰：Warren Kidd

### 2009年夏日特集のパネル
- 意大利：阿尔贝托（Alberto Lussana）
- 法国 
  - 亚德里安（Adrien Lee） ：父亲是韩国前网球选手, 首尔出生。
  - 杰西（Jessy Cornu）
- 美国：（Benjamin Krueger）
- 荷兰：（Lennard Kager）
- 日本：長田 ゆうき

## 外部連結
- 官方网站 